# 福爾摩沙衛星一號
福爾摩沙衛星一號（FORMOSAT-1，縮寫為FS-1，簡稱福衛一號），原稱中華衛星一號（ROCSAT-1或Chunghua 1，簡稱華衛一號），退役後於2004年底改名。是中華民國制造的低軌道的科學實驗衛星，於1999年1月27日在美國佛羅里達州卡拉維爾角發射成功，2004年6月17日結束任務。該人造衛星是距離地球表面600公里的低軌道衛星，其中有五項衛星本體元件及一項通訊實驗酬載元件是在台湾製造。

## 基本資料
- 重量：401公斤（含酬載及燃料）
- 形狀尺寸：六角柱形，高2.1公尺、寬1.1公尺（太陽能電池板伸出時約達7.2公尺）
- 軌道：高度600公里，與赤道成35度傾斜角之圓形軌道
- 繞行地球一周時間：約96.7分鐘
- 衛星電腦CPU：80186

### 發射載具
- 名稱：雅典娜一型發射載具（ATHENA-1/LMLV1）
- 系統廠商：美國洛克希德馬丁飛彈太空公司
- 推進器：二節固體火箭
- 總重量：63,500公斤
- 全長：18.87公尺·直徑：2.36公尺
- 發射方式：地面垂直發射

### 地面系統
中華衛星一號地面系統當時是由美國聯合電訊技術服務公司（ATSC）簽約承包，同時該公司也在國內遴選了四家次合約廠商（中鼎、凌群電腦、大同及台灣電訊公司）來共同參與所有軟體發展的相關項目。
整個系統是由遙傳追蹤指令站、地面通訊網路、任務操作中心、任務控制中心、飛行動態設施及科學控制中心所組成。除兩個遙傳追蹤指令站分別設於桃園市中壢區（北站）與台南市歸仁區（南站）之外，其餘均設於國家太空中心總部。

## 主要任務

### 進行三項科學實驗
- 在電離層特性研究方面，了解台灣地區周圍上空的電離層結構，以提供影響無線電通訊的重要訊息
- 在海洋水色研究方面，提供海洋相關領域之實驗資料，作為環境、漁業、工商業及學術界實用及理論研究的根據
- 在Ka頻段通訊實驗方面，進行台灣Ka頻段低速率、高速率及雨衰減通訊實驗，並且將進一步做安全通訊實驗，以增強臺灣的通訊系統能力。

## 壽命
- 任務壽命：2年。
- 設計壽命：4年。
- 實際運轉則近五年半。（於2004年6月17日結束其任務）

## 外部連結
- 福衛一號計畫介紹
- ROCSAT-1 （页面存档备份，存于），NASA